# Alessandro Plizzari
Alessandro Plizzari (ur. 12 marca 2000 w Cremie) – włoski piłkarz występujący na pozycji bramkarza w klubie A.C. Milan.

## Kariera klubowa
Plizzari to produkt młodzieżowej akademii A.C. Milan. W lipcu 2016 roku awansował do pierwszej drużyny jako rezerwowy bramkarz i otrzymał swoje pierwsze powołanie do drużyny seniorskiej przed spotkaniem u siebie Serie A z Udinese rozegranym 11 września 2016 roku, pozostając na ławce rezerwowych jako rezerwowy. Pomimo swojego zaangażowania w pierwszej drużynie, przez cały sezon grał dla Primavery jako początkowy bramkarz.
4 lipca 2017 roku podpisał przedłużenie kontraktu z Milanem do 2020 roku i został natychmiast wypożyczony do Ternany w Serie B do 30 czerwca 2018 roku. W wieku 17 lat zadebiutował 26 sierpnia 2017 roku w meczu ligowym przeciwko Empoli. Zakończył swój debiutancki sezon 20 występami we wszystkich rozgrywkach, tracąc łącznie 40 bramek i 1 czyste konto.
W kwietniu 2019 roku, pomimo braku występów w sezonie 2018-19, Plizzari przedłużył kontrakt z Milanem do końca czerwca 2023 roku.
1 sierpnia 2019 roku został wypożyczony do klubu Serie B Livorno. W Livorno zadebiutował 5 października, grając w ligowym meczu z Chievo.
21 sierpnia 2020 roku został wypożyczony do Regginy.

## Kariera reprezentacyjna
Był początkowym bramkarzem Włoch do lat 19 na Mistrzostwach Europy UEFA do lat 19 w 2018 roku, gdy Włochy zajęły drugie miejsce w Portugalii.
W następnym roku wziął udział w Mistrzostwach Świata FIFA U-20 2019 z reprezentacją Włoch do lat 20, osiągając czwarte miejsce.
W reprezentacji Włoch do lat 21 zadebiutował 10 września 2019 roku w meczu eliminacyjnym UEFA Euro 2021 wygranym 5:0 z Luksemburgiem.

## Życie prywatne
W dniu 9 października 2020 roku uzyskał pozytywny wynik testu na obecność COVID-19.

## Statystyki kariery
Stan na 1 lipca 2021
| Zespół             | Sezon              | Liga | Liga | Puchar | Puchar | Europa | Europa | Pozostałe | Pozostałe | Łącznie | Łącznie |
| Zespół             | Sezon              | M    | G    | M      | G      | M      | G      | M         | G         | M       | G       |
| ------------------ | ------------------ | ---- | ---- | ------ | ------ | ------ | ------ | --------- | --------- | ------- | ------- |
| A.C. Milan         | 2016               | 0    | 0    | 0      | 0      | –      | –      | 0         | 0         | 0       | 0       |
| Ternana (wyp.)     | 2017/18            | 19   | 0    | 1      | 0      | –      | –      | 0         | 0         | 20      | 0       |
| Livorno (wyp.)     | 2019/20            | 21   | 0    | 0      | 0      | –      | –      | 0         | 0         | 21      | 0       |
| Reggina (wyp.)     | 2020/21            | 10   | 0    | 0      | 0      | –      | –      | 0         | 0         | 10      | 0       |
| Łącznie w karierze | Łącznie w karierze | 50   | 0    | 1      | 0      | 0      | 0      | 0         | 0         | 51      | 0       |